# Costermano sul Garda
Costermano sul Garda ist eine italienische Gemeinde (comune) mit 3967 Einwohnern (Stand 31. Dezember 2023) in der Provinz Verona in Venetien. 

## Geographie
Die Gemeinde befindet sich im hügeligen Hinterland des Gardasees etwa 25 Kilometer nordwestlich von Verona auf 237 m s.l.m. und grenzt nördlich an die südlichen Ausläufer des Monte Baldo und im Osten an das Etschtal. Die Nachbargemeinden sind Affi, Bardolino, Caprino Veronese, Garda, Rivoli Veronese, San Zeno di Montagna und Torri del Benaco. Südlich des Ortskerns liegt auf einem Hügel der gleichnamige deutsche Soldatenfriedhof.

## Verwaltungsgliederung
Zur Gemeinde Costermano sul Garda gehören die vier Fraktionen Albarè, Castion Veronese, Costermano (Gemeindesitz) und Marciaga.

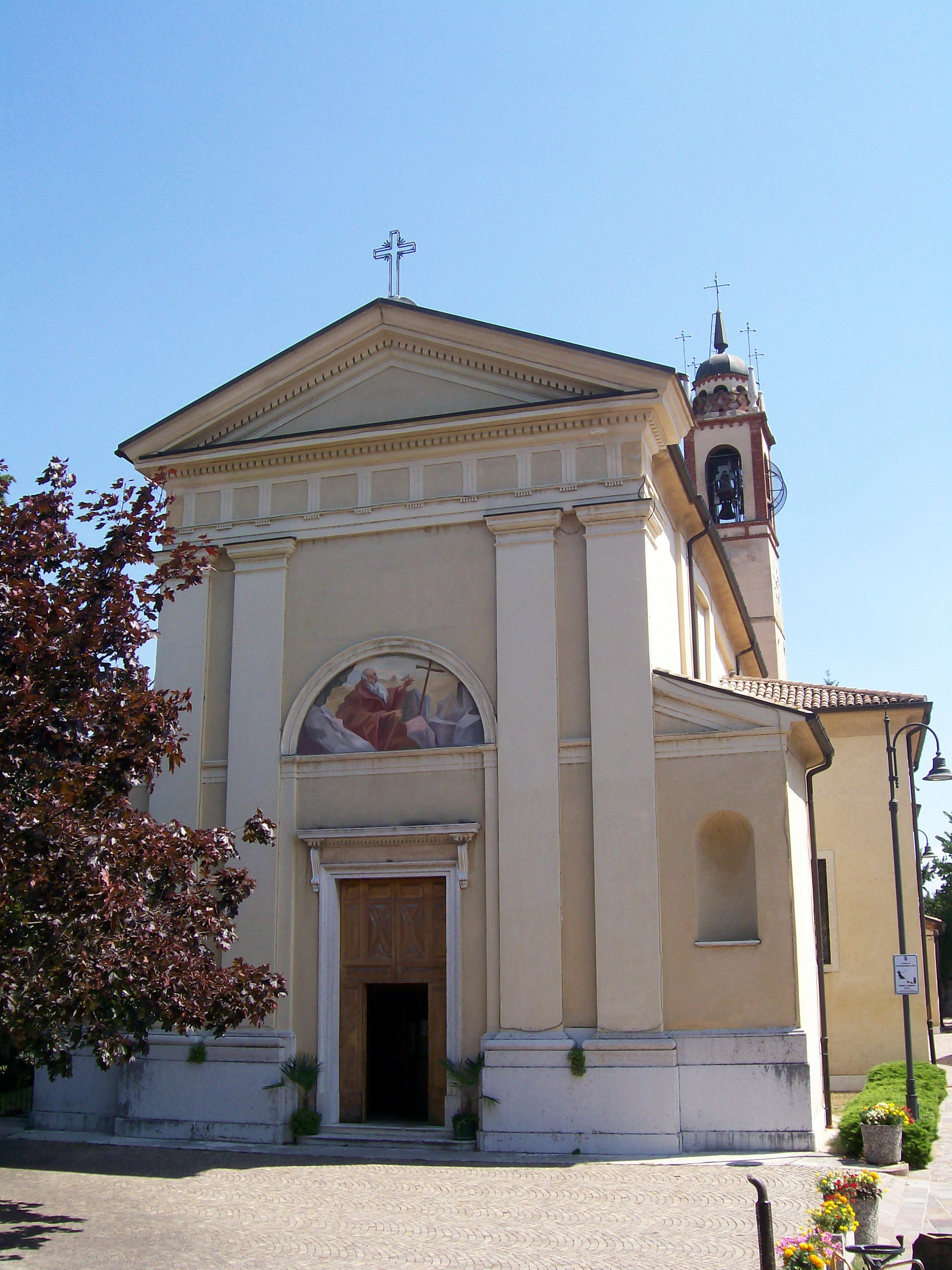
Pfarrkirche S. Antonio Abate
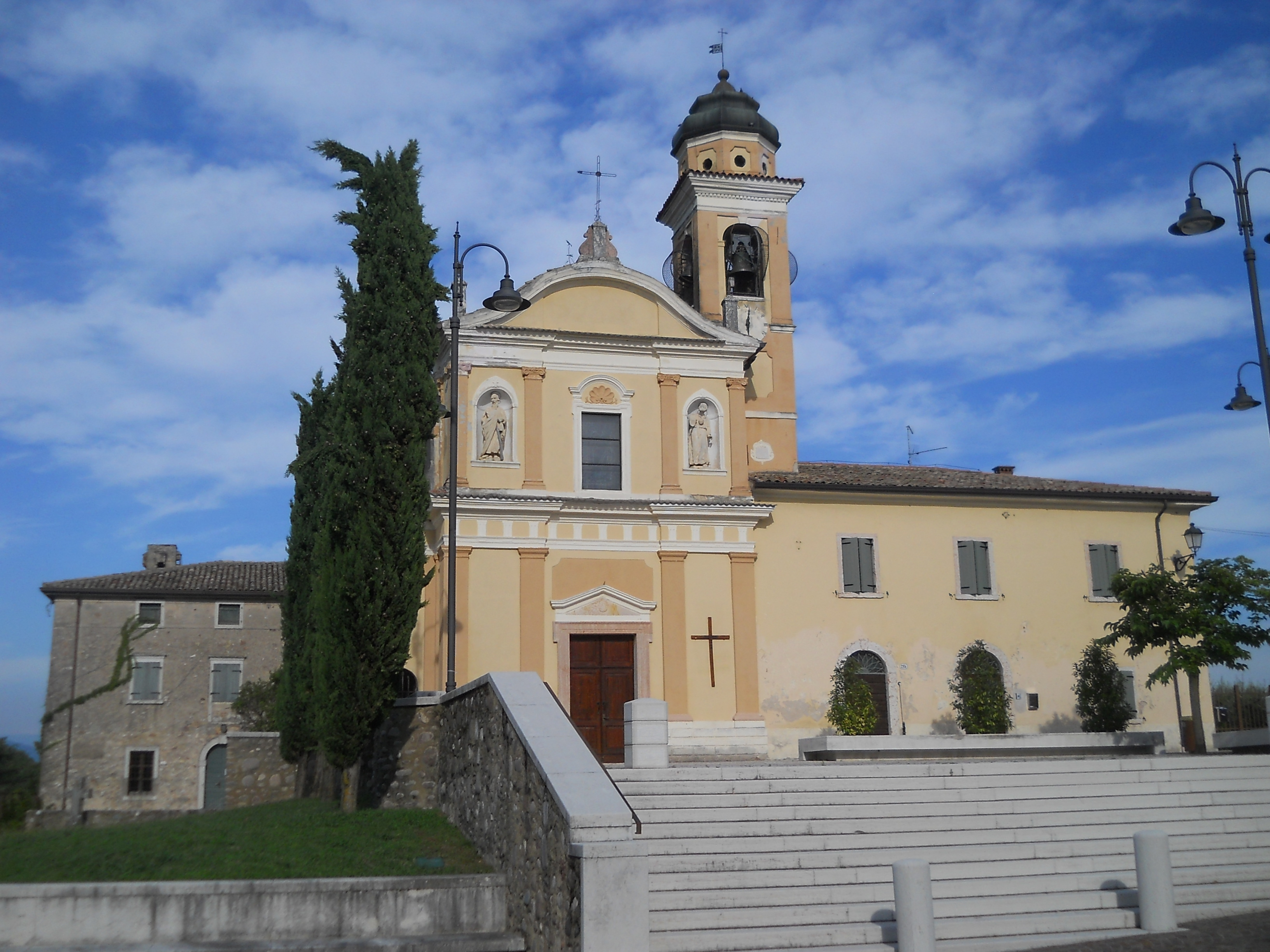
Santi Filippo e Giacomo Apostoli im Ortsteil Marciaga
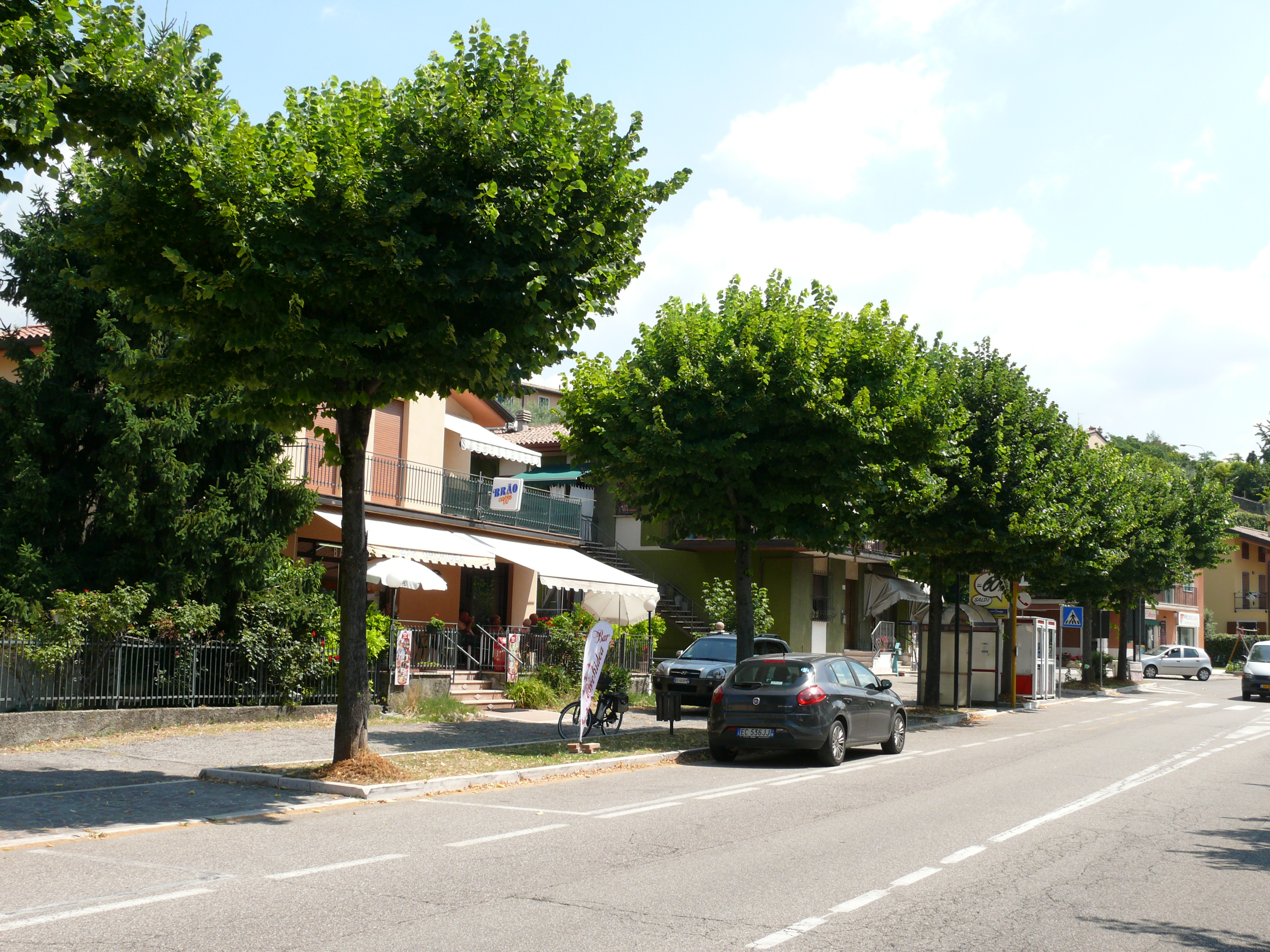
Hauptstraße von Costermano
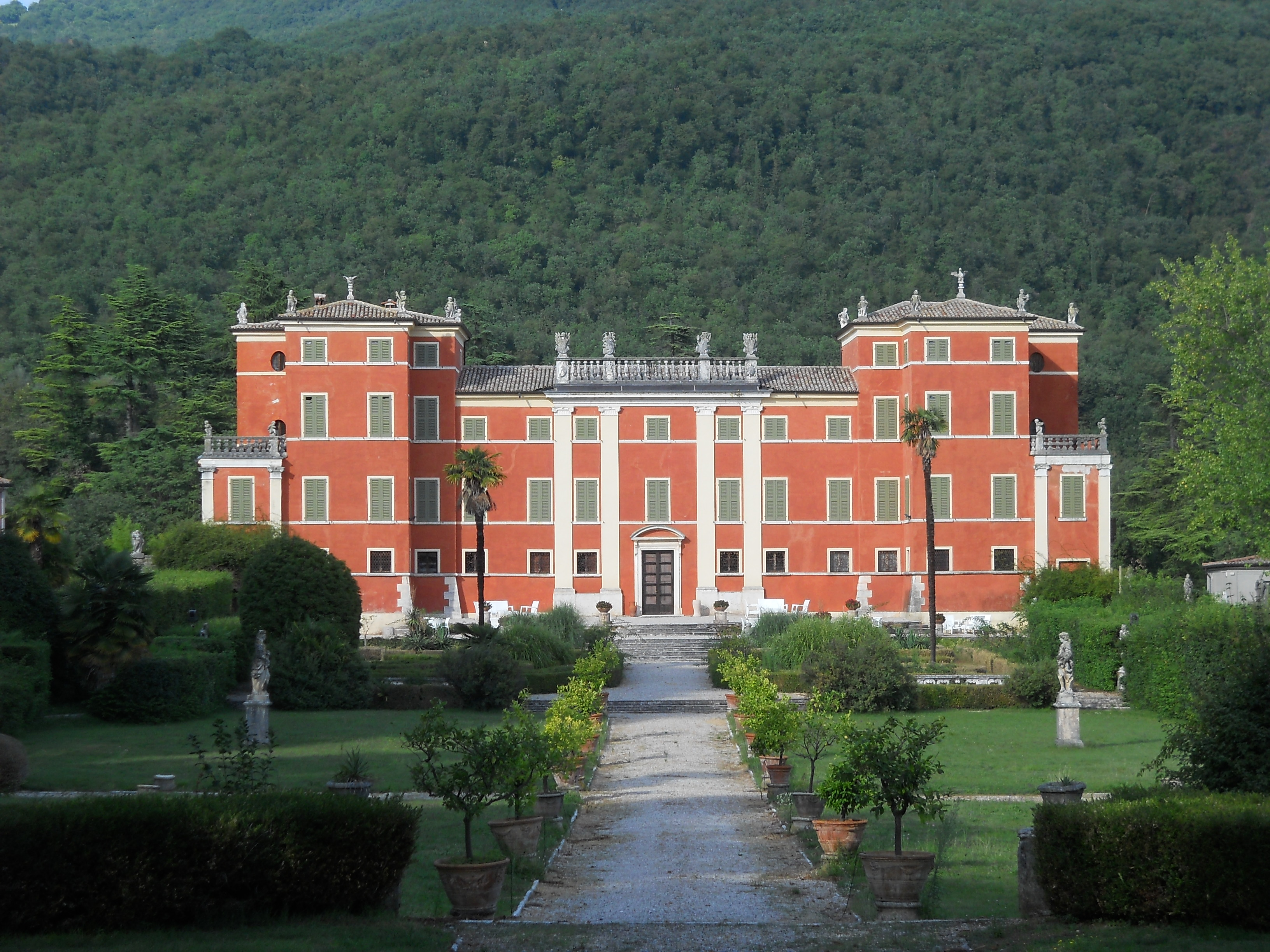
Villa Pellegrini Cipolla im Ortsteil Castion
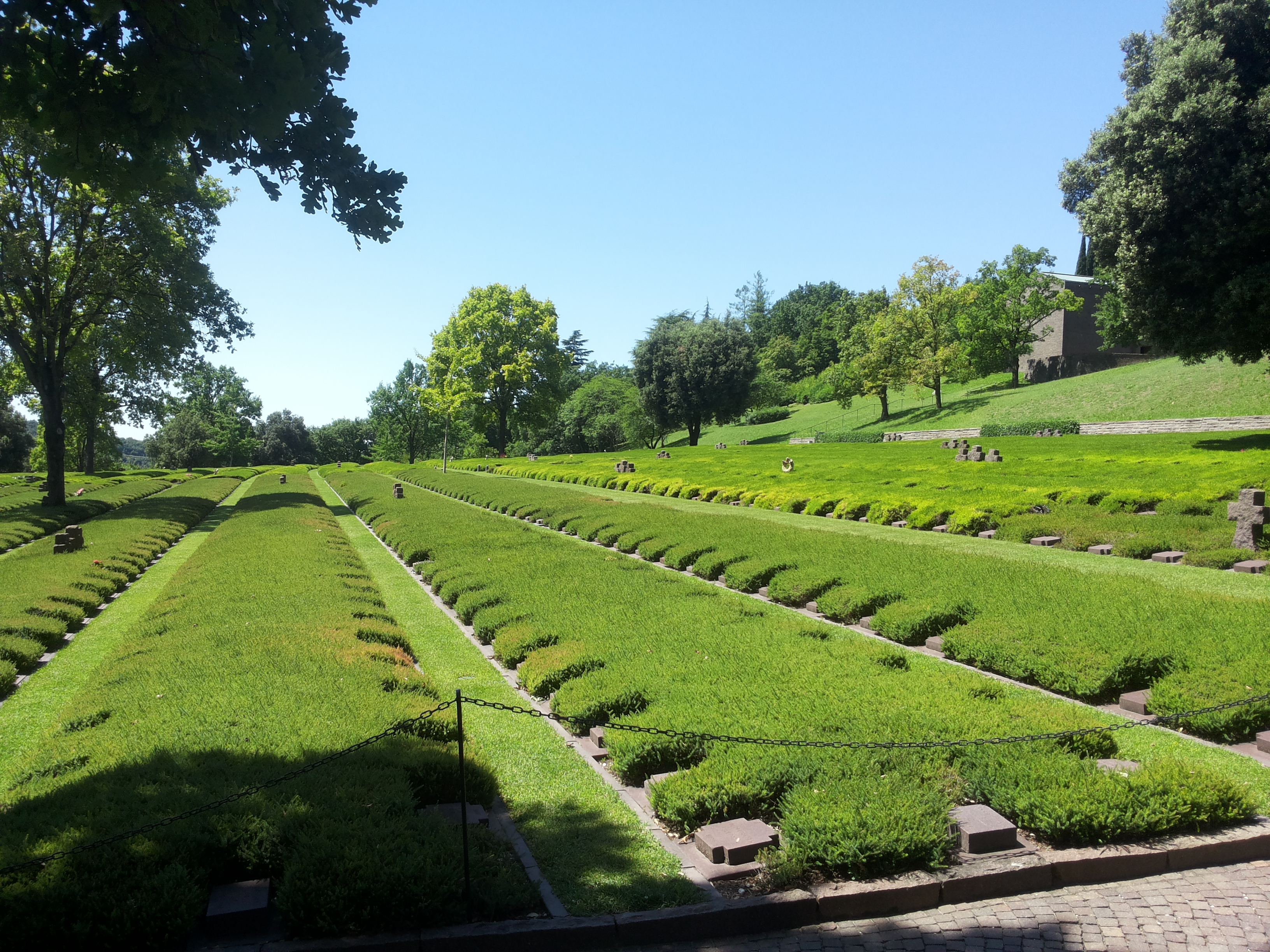
Deutscher Soldatenfriedhof

## Deutscher Soldatenfriedhof
Eingeweiht am 6. Mai 1967, war die Deutsche Kriegsgräberstätte Costermano das Ergebnis eines Übereinkommens zwischen der Bundesrepublik Deutschland und Italien, um den dort 21.972 gefallenen deutschen Soldaten des Zweiten Weltkrieges eine würdige Beisetzung zu ermöglichen. Dies wurde unter anderem durch die Unterstützung von Manfred Bergmeister ermöglicht, der u. a. das Kreuz auf der Spitze des Hügels geschmiedet hat, wo viele Gottesdienste, auch in der Sprache Deutsch, im Freien abgehalten werden. Costermano wurde vor allem wegen der leichten Erreichbarkeit für die zahlreichen deutschen Touristen gewählt. Der Friedhof ist auf den Hügeln des Guardia errichtet worden, in einer Mulde zwischen der Caprinoebene und der Gardabucht.
Der Friedhof wird allerdings auch kritisiert, da hier neben zahlreichen einfachen Soldaten u. a. auch die Vernichtungslager-Kommandanten Christian Wirth, Franz Reichleitner und Gottfried Schwarz begraben sind.

## Gemeindepartnerschaften
- Oberndorf am Lech,  (Schwaben), seit 1989